# بول هيرتل
بول هيرتل (بالألمانية: Paul Hertel)‏ هو موزع وملحن نمساوي، ولد في 9 مايو 1953 في فيينا في النمسا.

## روابط خارجية
- بول هيرتل على موقع IMDb (الإنجليزية)
- بول هيرتل على موقع قاعدة بيانات الفيلم (الإنجليزية)